# Stanisław Woźniakowski
Stanisław Woźniakowski (ur. 28 czerwca 1949) – polski samorządowiec i menedżer, w 2003 wicemarszałek województwa dolnośląskiego.

## Życiorys
Pochodzi z Legnicy. Ukończył studia w Akademii Górniczo-Hutniczej w Krakowie oraz studia podyplomowe na Akademii Ekonomicznej w Poznaniu. Od 1979 pracował w legnickich szpitalach, do 2002 był dyrektorem Szpitala Chirurgicznego w tym mieście. Zaangażował się w działalność polityczną w ramach Samoobrony RP. W 2002 bez powodzenia kandydował do sejmiku dolnośląskiego oraz na prezydenta Legnicy (uzyskał 7,26% głosów i zajął trzecie miejsce wśród siedmiu kandydatów).
31 stycznia 2003 został powołany na stanowisko wicemarszałka województwa dolnośląskiego po utworzeniu koalicji Sojusz Lewicy Demokratycznej–Unia Pracy–Federacyjny Klub Samorządowy (po odrzuceniu kandydatury Czesława Bryłki). Odpowiadał za Departament Mienia Wojewódzkiego. Zakończył pełnienie funkcji 31 maja tego samego roku po tym, jak sejmik województwa w ciągu miesiąca od złożenia przez niego rezygnacji nie podjął uchwały. Miało to związek z wyjściem Samoobrony RP z koalicji na polecenie Andrzeja Leppera. Podjął później pracę jako dyrektor szpitala miejskiego w Złotoryi oraz pływalni w Legnicy.